# Зонтгайм
Зонтгайм (нім. Sontheim) — громада в Німеччині, знаходиться в землі Баден-Вюртемберг. Підпорядковується адміністративному округу Штутгарт. Входить до складу району Гайденгайм.
Площа — 28,92 км2. Населення становить 5636 ос. (станом на 31 грудня 2020).